# Luxgen S3
Il Luxgen S3 è un'autovettura prodotta dalla casa automobilistica taiwanese Luxgen dal 2016 al 2020.

## Descrizione

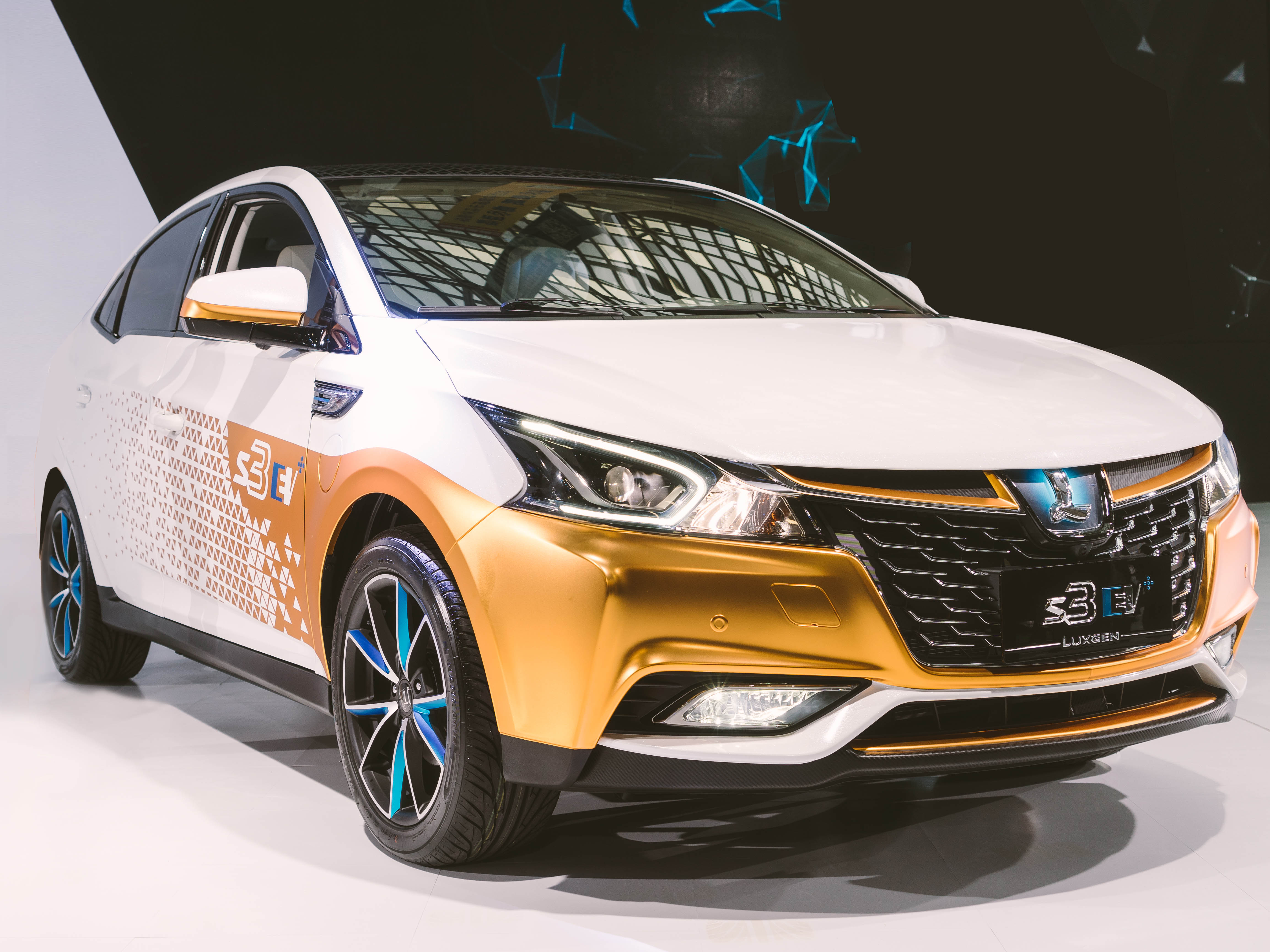
Luxgen S3 EV+

La vettura, che a va a posizionarsi sotto la berlina compatta LuxgenS5, è stata disegnata dal centro stile taiwanese HAITEC Design Center ed è stata presentata in anteprima al salone Taipei sotto forma di concept car elettrica chiamata LuxgenS3 EV+. 
Al lancio era disponibile con un motore a benzina quattro cilindri aspirato da 1,6 litri da 116 CV (87 kW) erogati a 6000 giri/min e 150 Nm disponibili a 4200 giri/min.
Nel 2018 la vettura ha subito un aggiornamento della dotazione, venendo fornita di serie su tutti gli allestimenti con 6 airbag, ESC, TCS, HSA e specchietti laterali regolabili elettricamente, display da 12 pollici, sistema di visualizzazione AR+ e verniciatura esterna bicolore.

### S3 EV+
La Luxgen ha introdotto una versione elettrica dea S3 chiamata S3 EV+ co-sviluppato da AC Propulsion; presentata originariamente prima che la versione S3 alimentata a benzina fosse in vendita come concept car, è alimentata da motore elettrico E-Drive in grado di erogare 150 kW (201 CV) e venendo alimentato da una batterie agli ioni di litio da 33 kWh. L'S3 EV+ supporta il caricabatterie AC/DC e può essere caricata da 0 fino all'80% in 40 minuti.